# Campo de Gibraltar
Campo de Gibraltar é uma comarca espanhola.

## Municípios
| Município                 | Area (km²) | População (2008) | Localização                                                   |
| ------------------------- | ---------- | ---------------- | ------------------------------------------------------------- |
| Algeciras                 | 86         | 115,333          | Baía de Gibraltar                                             |
| La Línea de la Concepción | 26         | 64,240           | Baía de Gibraltar Mar Mediterrâneo coast                      |
| São Roque (Cádis)         | 140        | 28,563           | Interior - Baía de Gibraltar Mar Mediterrâneo coast           |
| Los Barrios               | 332        | 21,977           | Interior Parque natural de Los Alcornocales Baía de Gibraltar |
| Castellar de la Frontera  | 179        | 3,109            | Interior Parque natural de Los Alcornocales                   |
| Jimena de la Frontera     | 347        | 10,330           | Interior Parque natural de Los Alcornocales                   |
| Tarifa                    | 419        | 17.793           | Oceano Atlântico Parque natural de Los Alcornocales           |
| Total                     | 1,529      | 261,345          |                                                               |